# باسکیل
باسکیل (به ترکی استانبولی: Baskil) یک منطقهٔ مسکونی در ترکیه است که در استان الازیغ واقع شده‌است.